# Nicolò Zaniolo
Nicolò Zaniolo (* 2. Juli 1999 in Massa) ist ein italienischer Fußballspieler. Der Mittelfeldspieler steht bei Galatasaray Istanbul unter Vertrag und ist momentan an die AC Florenz verliehen.

## Werdegang
Nicolò Zaniolo ist der Sohn des ehemaligen Fußballspielers Igor Zaniolo, der unter anderem für den CFC Genua aktiv war.

### Vereinskarriere
Zaniolo wechselte zur Saison 2016/17 aus der Jugendmannschaft der AC Florenz zu Virtus Entella. Für den Zweitligisten bestritt er im Alter von 17 Jahren seine ersten sieben Punktspiele im Seniorenbereich. Zur Saison 2017/18 wurde er von Inter Mailand verpflichtet, für deren A-Jugendmannschaft er in 26 Punktspielen 13 Tore erzielte. Mit dem Weggang von Radja Nainggolan von der AS Rom zu Inter Mailand nahm er von Inter Mailand kommend seine Position ein. Sein erstes Punktspiel in der Serie A absolvierte er am 26. September 2018 (6. Spieltag) beim 4:0-Sieg im Heimspiel gegen Frosinone Calcio.
Den ersten Titel mit der Roma gewann Zaniolo am 25. Mai 2022 im Endspiel der UEFA Europa Conference League in Tirana. Im Endspiel gegen Feyenoord Rotterdam erzielte Zaniolo in der ersten Halbzeit den goldenen Treffer zum 1:0-Sieg.
Am 8. Februar 2023 gab der türkische Traditionsverein Galatasaray Istanbul den Wechsel von Zaniolo bekannt. Galatasaray bezahlt eine Ablöse in Höhe von 15 Millionen Euro. Zaniolo ist nach Mário Jardel die zweitteuerste Verpflichtung der Vereinsgeschichte. Sein erstes Pflichtspiel erfolgte am 11. März 2023 gegen Kasımpaşa Istanbul. Zaniolo wurde nach der Halbzeitpause für Yunus Akgün eingewechselt und erzielte nach zwölf Minuten das einzige Tor der Begegnung. Im August wechselte der Italiener für fünf Millionen Euro Gebühr auf Leihbasis und mit einer Kaufoption für weitere 27 Millionen Euro am Ende der Saison, einschließlich leicht zu erzielender Zusatzzahlungen, zum Premier League Klub Aston Villa.
Anfang Juli 2024 wird die Rückkehr von Zaniolo in die Serie A bekannt gegeben. Der Offensivspieler wechselte per Leihe von Galatasaray zu Atalanta Bergamo. Nach nur einem halben Jahr in Bergamo wechselte Zaniolo am 3. Februar 2025 auf Leihbasis mit Kaufoption zur AC Florenz.

### Nationalmannschaft
Zaniolo wurde 2016 erstmals in der U18-Nationalmannschaft eingesetzt. 2017 folgte ein weiteres Länderspiel. Von 2017 bis 2018 spielte er für die U19-Nationalmannschaft, für die er in 18 Einsätzen sechs Tore erzielte.
Am 11. Oktober 2018 debütierte er unter Luigi Di Biagio für die U21-Nationalmannschaft, die in Udine mit 0:1 gegen die Auswahl Belgiens verlor.
Im September 2018 wurde Zaniolo, obwohl er zu diesem Zeitpunkt lediglich sieben Zweitligabegegnungen und noch kein Spiel in der Serie A absolviert hatte, von Nationaltrainer Roberto Mancini für die Spiele gegen Polen und Portugal im Rahmen der UEFA Nations League für die italienische A-Nationalmannschaft nominiert. Am 23. März 2019 debütierte er für die Azzurri gegen Finnland. Am 18. November 2019 erzielte er beim 9:1-Sieg im zehnten und letzten Gruppenspiel der Qualifikation zur Fußball-Europameisterschaft 2020 gegen Armenien seine ersten beiden Länderspieltore.

## Ermittlungen wegen Sportwetten
Im Oktober 2023 ermittelte die italienische Staatsanwaltschaft gegen Nicolò Fagioli, Sandro Tonali und Nicolò Zaniolo wegen des Verdachts auf unerlaubte Sportwetten. In Italien ist es Fußballspielern verboten, auf Spiele zu wetten. Tonali und Zaniolo wurden noch im Trainingslager der italienischen Nationalmannschaft von der Polizei verhört, ihre Handys beschlagnahmt und beide aus der Mannschaft suspendiert.

## Erfolge
Inter Mailand
- Italienischer Jugendmeister: 2017/18
- Italienischer Jugendsuperpokalsieger: 2017/18

AS Rom
- UEFA Europa Conference League: 2021/22

Galatasaray Istanbul
- Türkischer Meister: 2022/23

Persönliche Auszeichnungen:
- Serie-A-U23-Spieler der Saison: 2018/19
- Nachwuchsspieler der Saison (Premio Bulgarelli Number 8): 2018/19